# Цветково (Кировоградская область)
Цветково (укр. Цвіткове) — село в Голованевской поселковой общине Голованевского района Кировоградской области Украины.
Население по переписи 2001 года составляло 126 человек. Почтовый индекс — 26531. Телефонный код — 5252. Занимает площадь 0,885 км². Код КОАТУУ — 3521481802.